# ذا تروبادورس
ذا تروبادورس The Troubadours هي فرقة روك إنجليزية.
ضمت أعضاء من مدن ليفربول ورانكورن وويغان. أسسها مارك فريث وجوني مولينيوكس في عام 2005، وتفرقوا في عام 2009 لكن أعيد تشكيلها في أواخر عام 2011.
أغنيتهم الأولى بعنوان (أعطيني الحب) Gimme Love وأطلقت في عام 2007.